# Experimento de Hammar
El experimento de Hammar es un ensayo interferométrico diseñado y realizado por Gustaf Wilhelm Hammar (1935) para probar la hipótesis del arrastre del éter. Su resultado negativo refutó algunos modelos concretos del arrastre del éter, confirmando la teoría de la relatividad especial.

## Visión general
Experimentos como el de Michelson-Morley de 1887 (y más tarde otros experimentos como el de Trouton–Noble en 1903 o el de Trouton-Rankine en 1908), presentaban evidencias contra la teoría de un medio para la propagación la luz, conocido como el éter luminifero; una teoría establecida como parte de la ciencia durante casi cien años. Estos resultados suscitaron dudas acerca de lo que entonces era una suposición central de la ciencia moderna, y más tarde orientaron el desarrollo de la relatividad especial. En un intento de explicar los resultados del experimento de Michelson–Morley en el contexto de la supuesta existencia del éter, muchas de las nuevas hipótesis fueron examinadas. Una de las propuestas era que en vez atravesar un éter estático e inamovible, los objetos masivos en la superficie de la Tierra podían arrastrar el éter junto con ellos, haciendo imposible detectar el "viento de éter". Oliver Lodge (1893-1897) fue uno de los primeros en idear una prueba de esta teoría utilizando sistemas rotativos y bloques de plomo masivos en un experimento que intentaba causar un viento de éter por asimetría. Su prueba no proporcionó ningún resultado apreciablemente distinto respecto a pruebas anteriores sobre el viento de éter.
En la década de 1920, Dayton Miller realizó repeticiones de los experimentos de Michelson–Morley, que presuntamente habían dado un resultado positivo. Aun así, varios experimentos realizados por otros científicos posteriormente dieron resultados negativos. Miller pensaba que esto era debido al confinamiento del éter, porque los otros experimentos utilizaban equipamiento fuertemente cerrado. Para comprobar la hipótesis de Miller, Hammar ideó en 1935 el experimento siguiente, que utiliza un interferómetro de trayecto común.

## El experimento
Utilizando un espejo semiplateado en A, se divide un haz de luz blanca en dos rayos. El primero es enviado en dirección transversal a un tubo de acero forrado de plomo. En este tubo, el rayo es reflejado por el espejo D y enviado al espejo C, en el otro lado del tubo. Allí  es reflejado y enviado en la dirección transversal a un espejo B, exterior al tubo. Desde B viaja hacia atrás hasta A en dirección longitudinal. El otro rayo hace el mismo camino pero en la dirección opuesta.
La topología del trayecto de la luz era la de un interferómetro de Sagnac con un número impar de reflexiones. Esta disposición ofrece patrones de interferencia de excelentes estabilidad y contraste, y la configuración con un número impar de reflexiones es solo ligeramente menos estable que la configuración con un número par (con un número impar de reflexiones, los rayos opuestos en movimiento son lateralmente invertidos y superpuestos con respecto al otro la mayor parte del trayecto, de modo que la topología debe desviarse ligeramente del camino común estricto.) La inmunidad relativa de su aparato a las vibraciones, temperatura y efectos de las tensiones mecánicas, permitió a Hammar detectar desplazamientos de hasta 1/10 de línea en el patrón de interferencia, a pesar de utilizar el interferómetro al aire libre en un entorno abierto y sin control de la temperatura.
Similar al experimento de Lodge, el aparato de Hammar tendría que haber causado una asimetría en cualquier supuesto de viento de éter. Para Hammar, la expectativa de los resultados era que con el aparato alineado perpendicularmente al viento de éter, ambos brazos largos serían igualmente afectados por el arrastre del éter. Con el aparato alineado paralelo al viento de éter, un brazo sería más afectado por el desplazamiento del éter que el otro. Los siguientes tiempos de propagación esperados para los rayos propagados fueron calculados por Robertson/Noonan:
{\displaystyle t_{1}={\frac {AB}{c+v}}+{\frac {BC+DA}{\sqrt {c^{2}-v^{2}}}}+{\frac {CD}{c-v+\Delta v}}}
{\displaystyle t_{2}={\frac {AB}{c-v}}+{\frac {BC+DA}{\sqrt {c^{2}-v^{2}}}}+{\frac {CD}{c+v-\Delta v}}}
Dónde{\displaystyle \Delta v} es la velocidad de arrastre del éter. Esto da una diferencia de tiempo esperada:
{\displaystyle \Delta t\simeq {\frac {2l\Delta v}{c^{2}}}}
El 1 de septiembre de 1934, Hammar instaló el aparato en lo alto de un cerro dos millas al sur de Moscow, Idaho, e hizo numerosas observaciones con el dispositivo girado en todas las direcciones del acimut durante las horas de luz de los días 1, 2, y 3 de septiembre. No observó ningún cambio en los patrones de interferencia, correspondiendo a un límite superior a {\displaystyle \Delta v<0.074} km/s. Estos resultados fueron considerados como una prueba contra la hipótesis del arrastre del éter propuesta por Miller.

## Consecuencias para la hipótesis del arrastre del éter
Debido a las distintas ideas existentes acerca del "arrastre del éter", la interpretación de todos los experimentos relativos a este fenómeno puede hacerse en el contexto de cada versión de la hipótesis.
1. Arrastre nulo o parcial  por cualquier objeto con masa. Fue analizado por científicos como Augustin-Jean Fresnel y François Arago. Refutado por el experimento de Michelson–Morley.
2. Arrastre completo dentro o en la proximidad de todas las masas. Refutado por la aberración estelar, el efecto Sagnac, los experimentos de Oliver Lodge, y el experimento de Hammar.
3. Arrastre completo solo dentro o en las proximidades de masas muy grandes como la Tierra. Refutado por la aberración estelar, y el experimento de Michelson–Gale–Pearson.